# Glikoliza
Glikoliza je glavni metabolički put razgradnje glukoze koji se događa u citosolu svih sisavaca, a pretvara glukozu C6H12O6 u piruvat CH3COCOO− + H+. Slobodna se energija oslobođena u tom procesu koristi za sintezu energijom bogatih spojeva kao što su ATP (adenozin trifosfat) i NADH (reducirani oblik nikotinamid adenin dinukleotida).
Glukoza je najčešće najvažnije metaboličko gorivo, a potrebe se za istom razlikuju među tkivima pa je tako mozak organ s iznimno velikim potrebama za glukozom. Glikoliza se može odvijati areobno i anaerobno ovisno o dostupnosti kisika i lancu za prijenos elektrona. Osim glukoze, glikoliza je glavni metabolički put i fruktoze, galaktoze i drugih ugljikohidrata iz hrane. 

## Biomedicinsko značenje
U uvjetima nedostataka kisika za metabolizam iznimno je važna mogućnost opskrbe ATP-om iz glikolize za što je najbolji primjer intenzivan rad skeletnih mišića u uvjetima nedostatne opskrbe kisikom. Također, ovo je način pomoću kojeg većina tkiva može preživjeti u epizodama nedostatne opskrbe kisikom. Nasuprot tome, srčani mišić, koji je prilagođen radu u iznimno aerobnim uvjetima, ima relativno nisku glikolitičku aktivnost pa stoga i slabo preživljenje u uvjetima ishemije. Boesti u kojima su enzimi glikolize nedostatni (npr. piruvat-kinaza) nazivaju se hemolitičkim anemijama, a zbog nedostatka glikolitičkih enzima u skeletnim mišićima dolazi do zamora. 
U brzo rastućim tumorskim stanicama povećan je metabolizam glukoze pri čemu nastaju velike količine piruvata koji se reducira u laktat i izlučuje iz stanica. Na ovaj način nastaje relativno kiseli okoliš u tumoru što može biti značajno u razvoju terapija. Laktat se zatim iskorištava u jetrima u procesu glukoneogeneze koji je odgovoran za hipermetabolizam uočen u tumorskoj kaheksiji. Laktatna ili mliječna acidoza ima nekoliko uzroka, a jedan je od njih i smanjena aktivnost piruvat-dehidrogenaze.

## Reakcije glikolize
Ukupna jednadžba glikolize glasi:
glukoza + 2 ADP + 2 Pi → 2 laktat + 2 ATP + 2H2O odvija se u 10 koraka:
1. Glukoza ulazi u glikolizu fosoforilacijom pri čemu nastaje glukoza-6-fosfat. Tu reakciju katalizira enzim heksokinaza koja je alosterički inhibirana svojim produktom, glukoza-6-fosfatom. Donor fosfata u reakciji je ATP. Stanice jetre sadrže izoenzim heksokinaze - glukokinazu koja ima visoku vrijednost Michaelisove konstante Km što znači da do zasićenja tog enzima dolazi tek pri velikim koncentracijama glukoze. Ona uklanja glukozu iz krvi nakon jela, a u slučaju prekoračenja potrebe za glikolizom, glukoza se koristi za sintezu glikogena i lipogenezu.
glukoza + heksokinaza + ATP → ADP + glukoza-6-fosfat (heksokinaza je enzim pa sudjeluje samo kao katalizator koji se kemijski ne mijenja)
2. Glukoza-6-fosfat se prevodi u svoj izomer fruktozu-6-fosfat pomoću enzima fosfoheksoza-izomeraza. Sumarno:
glukoza-6-fosfat + fosfoheksoza-izomeraza → fruktoza-6-fosfat
3. Fruktoza-6-fosfat se fosofrilira u fruktozu-1,6-bisfosfat pomoću enzima fosfofruktokinaza gdje je donor fosfata opet ATP. Sumarno: 
fruktoza-6-fosfat + fosfofruktokinaza + ATP → ADP + fruktoza-1,6-bisfosfat
4. Fruktoza-1,6--bisfosfat se cijepa pomoću enzima aldolaze na 2 trioze: gliceraldehid-3-fosfat i dihidroskiaceton-fosfat. Sumarno:
fruktoza-1,6-bisfosfat + aldolaza → gliceraldehid-3-fosfat + dihisdroksiaceton-fosfat
5. Dihidroskiaceton-fosfat može prijeći u gliceraldehid-3-fosfat pomoću enzima fosfotrioza-izomeraza pa vrijedi:
fruktoza-1,6-bisfosfat + aldolaza + fosfotrioza-izomeraza → 2 gliceraldehid-3-fosfat
6. Gliceraldehid-3-fosfat se dehidrogenira (uklanjanje vodika) pomoću enzima ovisnog o NAD+-u koji se naziva gliceraldehid-3-fosfat-dehidrogenaza. Vodik koji se oslobađa prima NAD+ , a na dehidrogenirani produkt se dodaje anorganski fosfat i konačno nastaje 1,3-bisfosfoglicerat. Sumarno:
a) gliceraldehid-3-fosfat-dehidrogenaza + 2 H- + 2 NAD+ → 2 NADH + 2 H+ 
b) gliceraldehid-3-fosfat-dehidrogenaza + 2 Pi+ 2 gliceraldehid-3-fosfat → 2 1,3-bisfosfoglicerat 
7.  U idućoj reakciji pomoću enzima fosfoglicerat-kinaze dolazi do prijenosa fosfatne skupine s 1,3-bisfosfoglicerata na ADP pri čemu nastaje ATP što nazivamo fosforilacijom na razini supstrata, a zaostaje 3-fosfoglicerat. Sumarno:
2 1,3-bisfosfoglicerat + fosfoglicerat-kinaza + 2 ADP → 2 ATP + 2 3-fosfoglicerat
8. 3-fosfoglicerat prelazi u svoj izomer 2-fosfoglicerat pomoću enzima fosfoglicerat-muatze. Sumarno:
2 3-fosfoglicerat + fosfoglicerat-mutaza → 2 2-fosfoglicerat 
9. Slijedi dehidratacija pomoću enzima enolaza pri čemu iz 2-fosfoglicerata nastaje fosfoenolpiruvat (PEP). Sumarno:
2 2-fosfoglicerat + enolaza → 2 PEP
10. Enzim piruvat-kinaza prenosi fosfatnu skupinu s fosfoenolpiruvata na ADP pri čemu nastaje ATP, a PEP zaostaje kao enolni oblik priruvata. Sumarno:
2 PEP + 2 ADP → 2 ATP + piruvat

### Anaerobno i aerobno
- Enolni oblik priuvata spontano prelazi u keto oblik koji se uz NADH reducira do laktata pomoću enzima laktat-dehidrogenaze. Zahvaljujući toj reakciji NADH se može reoksidirati u NAD+ koji će moći primiti vodik nastao u 6. reakciji pa se glikoliza može nastaviti i u anaerobnim uvjetima.

- U aerobnim se uvjetima u mitohondrijima piruvat oksidacijski dekarbokslilira (uklanjanje karboksilne skupine kao CO2) u acetil-CoA (acetil koenzim A) koji se u ciklusu limunske kiseline oksidira do CO2, a NADH se u ovom slučaju reoksidira u respiracijskom lancu.[1][2][3]

## Regulacija glikolize
Većina je reakcija glikolize reverzibilna, a 3 su reakcije izrazito egzergone te se kao takve u fiziološkim uvjetima smatraju ireverzibilnima. To su reakcije koje kataliziraju heksokinaza, fosfofruktokinaza i priruvat-kinaza (reakcije 1,3 i 10) te su stoga one glavna mjesta regulacije glikolize. 
- Fosfofruktokinaza je značajno inhibirana pri uobičajenim unutarstaničnim koncentracijama ATP-a. Ta se inhibicija može brzo ukloniti pomoću 5'-AMP-a koji se stvara u početku nakupljanja ADP-a signalizirajući tako potrebu za povećanjem brzine glikolize.
- Stanice koje vrše glukoneogenezu (stvaranje ugljikohidrata) imaju 4 enzima koji mogu ireverzibilne reakcije glikolize pretvoriti u reverzibilne. To su: glukoza-6-fosfataza, fruktoza-1,6-bisfosfataza, piruvat-karbokislaza i fosfoenolpiruvat-karboksikinaza.
- Fruktoza se razgrađuje tako da se prvo fosfolirira u fruktozu-1-fosfat čime se premošćuje glavni regulacijski korak pa nastaje puno više piruvata, nego što je potrebno za sintezu ATP-a. To u jetrima i masnom tkivu vodio do povećane lipogeneze pa prekomjerno unošenje fruktoze može dovesti do debljine ili čak i masne jetre.[1]